# Братья Блюз (роман)
Братья Блюз (англ. The Blues Brothers) — книга, написанная репортёром Crawdaddy! Miami Mitch (Glazer) и вышедшая в 1980 году. Роман основан на оригинальном сценарии Братьев Блюз, написанном Дэном Эйкройдом и Джоном Лэндисом. Тем не менее, оригинальный сценарий, который использовался для создания романа, настолько драматично превратился в то, что использовалось в фильме, что эти две работы лишь немного похожи друг на друга.
Книга содержит восемь глянцевых страниц черно-белых фотографий из фильма, по две на страницу. Перерывы между сценами отмечены двумя парами солнцезащитных очков. Этот роман в настоящее время не печатается.